# Villa Trinidad (Formosa)
Villa Trinidad es una localidad argentina, ubicada en el departamento Formosa de la Provincia de Formosa. Se ubica a 11 km al oeste-suroeste de la capital provincial por un camino vecinal.
Cuenta con una escuela de primera enseñanza,  denominada n.º 5 Teobaldo Pedroso.

## Población
Tiene 283 habitantes (Indec, 2001). En el censo anterior de 1991 la localidad aún no estaba conformada, se censó como población rural.